# FK Dinamo Sint-Petersburg

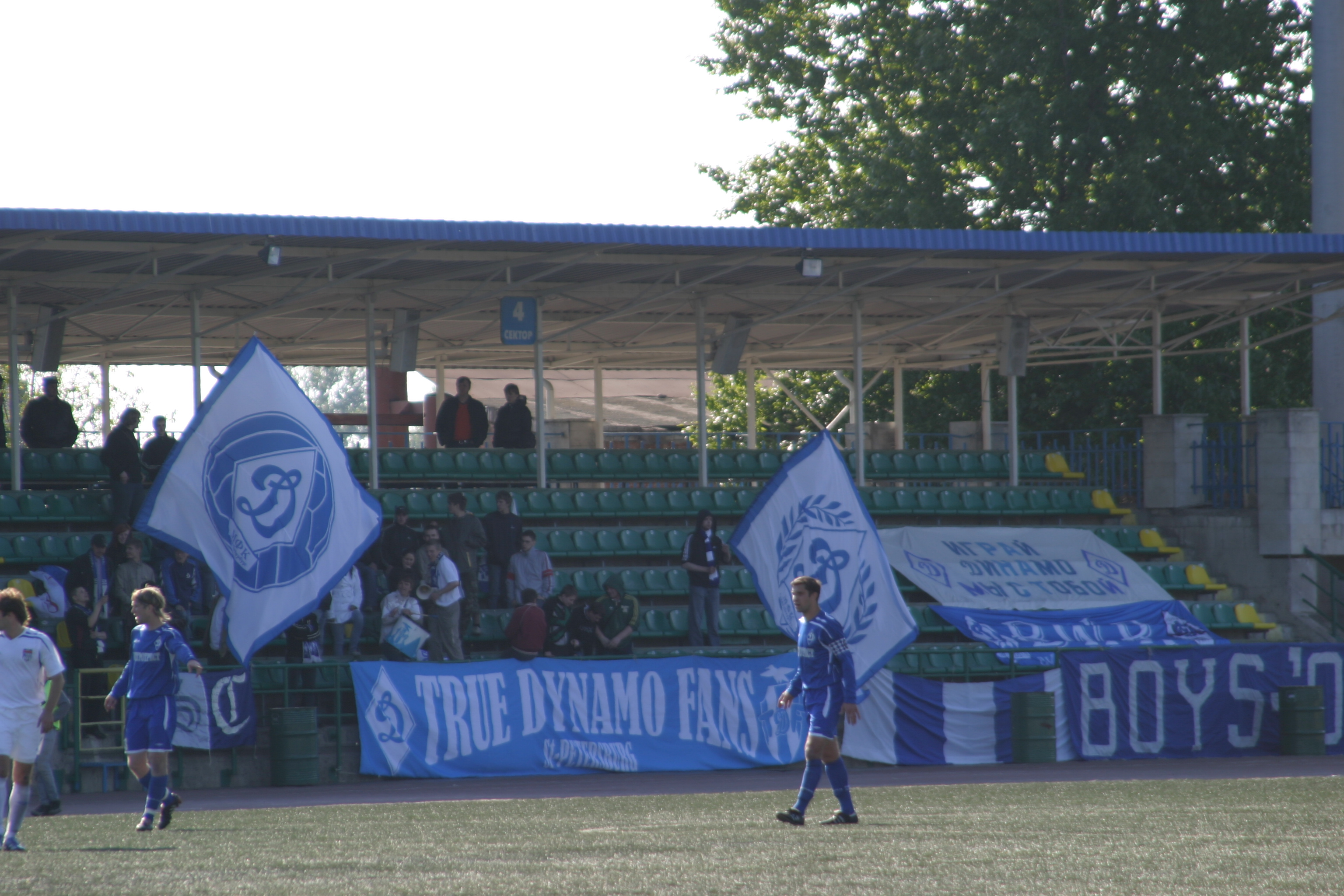
Dinamo in actie in 2008

FK Dinamo Sint-Petersburg (Russisch: Футбольный клуб «Динамо» Санкт-Петербург, Foetbolny Kloeb "Dinamo" Sankt-Peterboerg) was een Russische voetbalclub uit Sint-Petersburg.
In juni 2018 werd er besloten om de club op te doeken. Het team zal naar de Zuid-Russische stad Sotsji verhuizen om daar te spelen om daar als PFK Sotsji te spelen in het Olympisch Stadion Fisjt, dat geen professionele voetbalclub had.

## Geschiedenis

### Sovjet-Unie
De club werd opgericht in 1922 als Dinamo Leningrad, de toenmalige naam van Sint-Petersburg. Dinamo was onderdeel van de Dinamo Sport Club, een netwerk van verschillende sportclubs met de naam Dinamo die zich in heel Oost-Europa verspreidde. Dinamo was een van de zeven stichtende leden van de Premjer-Liga in 1936. Na enkele middelmatige seizoenen werd de club vijfde in 1940. Het volgende seizoen werd niet afgemaakt door de Tweede Wereldoorlog. Na tien speeldagen stond Dinamo met één punt achterstand op Dinamo Moskou op de tweede plaats.
Na de oorlog werd de club twee keer op rij vijfde en speelde daarna in de middenmoot tot de club opnieuw vijfde werd in 1952. Na een tiende plaats in 1953 werd de club ontbonden door degenen die het voor het zeggen hadden in het voetbal in Leningrad. De club werd vervangen door TRL Leningrad.
In 1960 werd de club heropgericht om TRL te vervangen. In 1962 mocht de club opnieuw in de hoogste klasse aantreden in de plaats van Admiraltejets Leningrad, hoewel ze zich hier sportief niet voor gekwalificeerd hadden. In 1963 degradeerde de club en kon hierna niet meer terugkeren naar de hoogste klasse. In 1989 degradeerde de club naar de derde klasse.

### Rusland

#### Financiële problemen
Na het uiteenvallen van de Sovjet-Unie werd de naam Leningrad geschiedenis en werd de nieuwe naam van de club Prometej-Dinamo Sint-Petersburg. De club startte in de tweede klasse, maar degradeerde in het eerste seizoen. In 1995 nam de club opnieuw de naam Dinamo aan. Tot 1999 speelde de club in de derde klasse en verloor dan zijn proflicentie wegens financiële problemen. De club werd weer nieuw leven ingeblazen door een plaatselijk bouwbedrijf en onder de naam Dinamo SPb Sint-Petersburg werd de club kampioen in 2002. Nadat degradatie in het eerste seizoen net vermeden werd kon de club vijfde eindigen in 2003, maar het volgende seizoen verloor de club opnieuw de proflicentie en werd weer ontbonden.

#### Het nieuwe Dinamo
In 2007 ging FK Petrotrest spelen onder de naam van Dinamo. In 2009 promoveerde de club naar de tweede klasse. In 2010 degradeerde de club. Na dat seizoen ging Petrotrest weer onder de eigen naam verder en werd een nieuwe organisatie opgericht die als Dinamo verderging in de amateurcompetitie. Voorafgaand aan het seizoen 2013/14 fuseerden het nieuwe Dinamo met Petrotrest. Die club was net naar de Eerste divisie gepromoveerd en men ging verder als Dinamo. De club werd laatste en degradeerde.
In 2017 werd de club kampioen en keerde opnieuw terug in de eerste divisie. Deze keer werd de club zesde. De bezoekersaantallen bleven ondanks de goede prestaties meestal onder de 1.000. In juni 2018 werd er besloten om de club opnieuw op te doeken. Het team zal naar de Zuid-Russische stad Sotsji verhuizen om daar te spelen om daar als PFK Sotsji te spelen in het Olympisch Stadion Fisjt, dat geen professionele voetbalclub had.
In april 2019 werd vanuit de oude gelederen van de club een doorstart gemaakt op de licentie van plaatsgenoot FK LAZ Luga en ging vanaf medio 2019 op amateurniveau spelen.

## Historische namen
- 1937 Avangard Leningrad
- 1938 Kirovsky Zavod Leningrad
- 1939-1945 Avangard Leningrad
- 1946 Kirovsky Zavod Leningrad
- 1947-1954 Dzerzhinets Leningrad
- 1955-1988 Avangard Leningrad
- 1989-1991 FC Kirovets Leningrad
- 1992-1998 FC Kosmos-Kirovets St. Petersburg
- 1999-2001 FC Alye Parusa St. Petersburg
- 2002-2006 FC Petrotrest St. Petersburg
- 2007-2010 FC Dinamo St. Petersburg (ontbonden)
- 2011-2012 FC Dinamo Sint Petersburg (ontbonden)
- 2013-2018 FC Dinamo St. Petersburg